# Inge Brück
Pour les articles homonymes, voir Brück.
Inge Brück (née le 12 octobre 1936 à Mannheim) est une chanteuse et actrice allemande.

## Biographie
Fille d'un chanteur classique et d'une pianiste, elle prend des cours de théâtre et commence une carrière de chanteuse dans l'orchestre d'Erwin Lehn, où le pianiste Horst Jankowski fait sa connaissance. Après une apparition dans l'émission de Hans-Joachim Kulenkampff, elle signe un contrat. Elle donne son premier concert au Deutsches Jazzfestival de 1956 en première partie de Caterina Valente. Elle fait de nombreuses émissions de télévision, joue dans des films musicaux et tourne notamment avec les orchestres de Hazy Osterwald et Horst Jankowski.
En 1966, elle remporte l'Internationale Songfestival à Rio de Janeiro avec le titre Frag den Wind. Elle représente l'Allemagne au Concours Eurovision de la chanson 1967 et finit à la huitième place avec sept points. Puis elle se consacre à sa carrière d'actrice et est l'héroïne de la série Miss Molly Mill qui réunit entre 19 et 22 millions de téléspectateurs. Elle interprète aussi le générique.
Dans les années 1970, elle chante désormais des titres d'inspiration religieuse. Elle a fondé avec d'autres artistes tels que Katja Ebstein et Peter Horton l'association "Künstler für Christus".
Inge Brück fait un premier mariage avec le réalisateur Michael Pfleghar et un deuxième avec le réalisateur Klaus Überall.

## Source de la traduction
- (de) Cet article est partiellement ou en totalité issu de l’article de Wikipédia en allemand intitulé « Inge Brück » (voir la liste des auteurs).